# Hernan Diaz (scrittore)
Hernan Diaz (Buenos Aires, 1973) è uno scrittore argentino statunitense.

## Biografia
Nato a Buenos Aires nel 1973 da madre psicoanalista e padre regista, è cresciuto in Svezia.
Ha compiuto gli studi all'Università di Buenos Aires, ha conseguito un M.A. al King's College London e un dottorato di ricerca all'Università di New York.
Dopo aver pubblicato il saggio Borges, Between History and Eternity nel 2012, ha esordito nel 2017 con il romanzo di genere western Il falco pubblicato con la piccola casa editrice "Coffee House Press" e finalista ai premi PEN/Faulkner e Pulitzer. 
Nel 2022 ha dato alle stampe il secondo romanzo, Trust, ottenendo questa volta il Premio Pulitzer per la narrativa ex aequo con la scrittrice Barbara Kingsolver.

## Opere

### Romanzi
- Il falco (In the Distance, 2017), Vicenza, Neri Pozza, 2018 traduzione di Ada Arduini ISBN 978-88-545-1668-7.
- Trust, Milano, Feltrinelli, 2022 traduzione di Ada Arduini ISBN 978-88-07-03495-4.

### Saggi
- Borges, Between History and Eternity (2012)

## Premi e riconoscimenti

### Vincitore
Premi Whiting
- 2019 nella sezione "Narrativa"[8]

Kirkus Prize
- 2022 nella sezione "Narrativa" con Trust[9]

Premio Pulitzer per la narrativa
- 2023 con Trust[10]

### Finalista
Premio PEN/Faulkner per la narrativa
- 2018 con Il falco

Booker Prize
- 2022 nella longlist con Trust

Premio Pulitzer per la narrativa
- 2018 con Il falco[11]